# Alsterarkaden

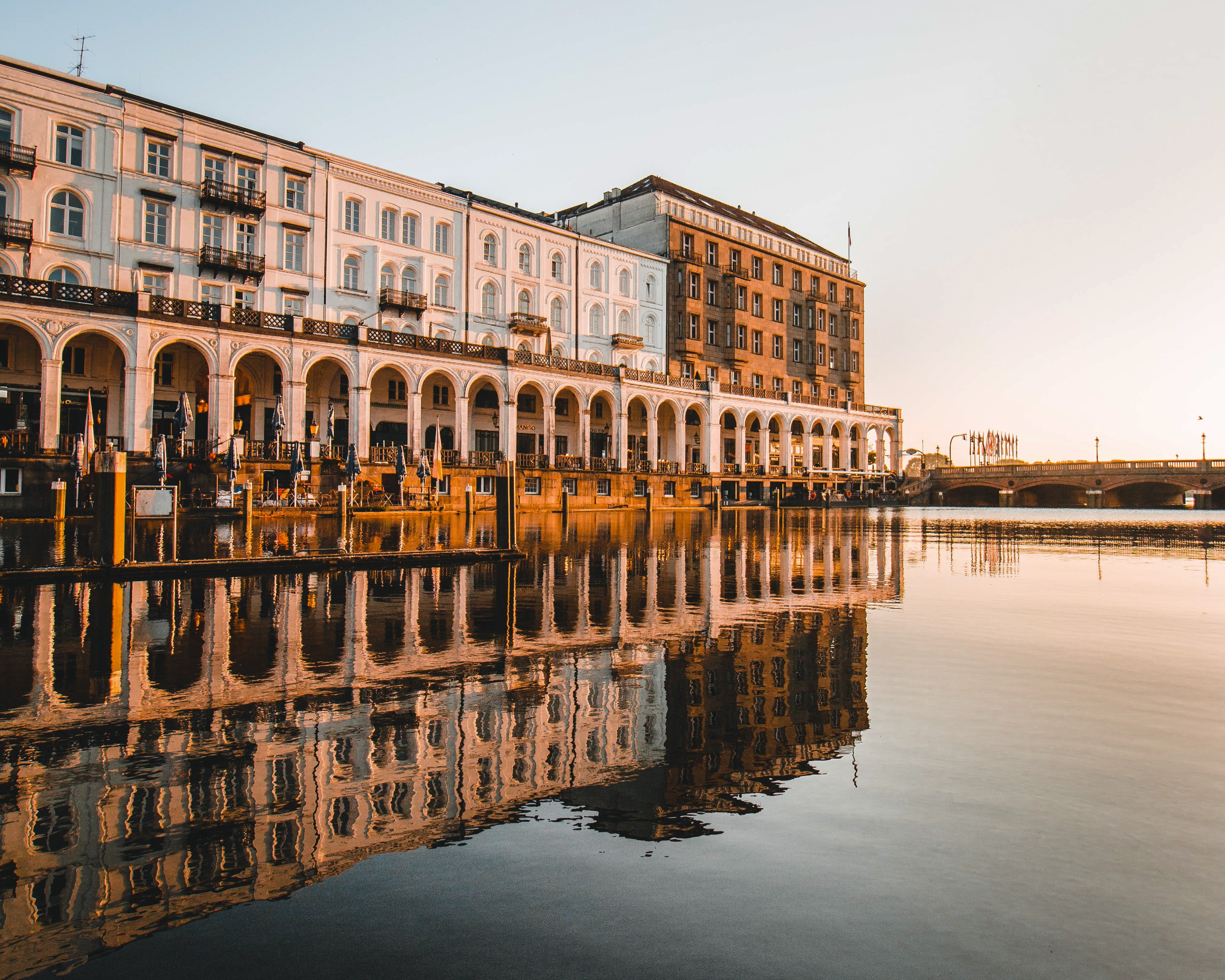
Alsterarkaden und Kleine Alster, 2019

Die Alsterarkaden in Hamburg sind ein von Alexis de Chateauneuf entworfener Bogengang am Nordwestufer der Kleinen Alster und Teil des Gesamtensembles Hamburger Rathausmarkt. Die Bezeichnung geht auf den architektonischen Begriff Arkade (von lateinisch arcus = Bogen) zurück.
Die Hamburger Alsterarkaden gehörten seit 2017 der insolventen Signa Holding des in Untersuchungshaft sitzenden Tiroler Spekulanten Rene Benko. Aus der Insolvenzmasse kaufte im Januar 2025 der Hamburger Investor Harm Müller-Spreer mit den Alsterarkaden für 120 Millionen Euro. 

## Geschichte

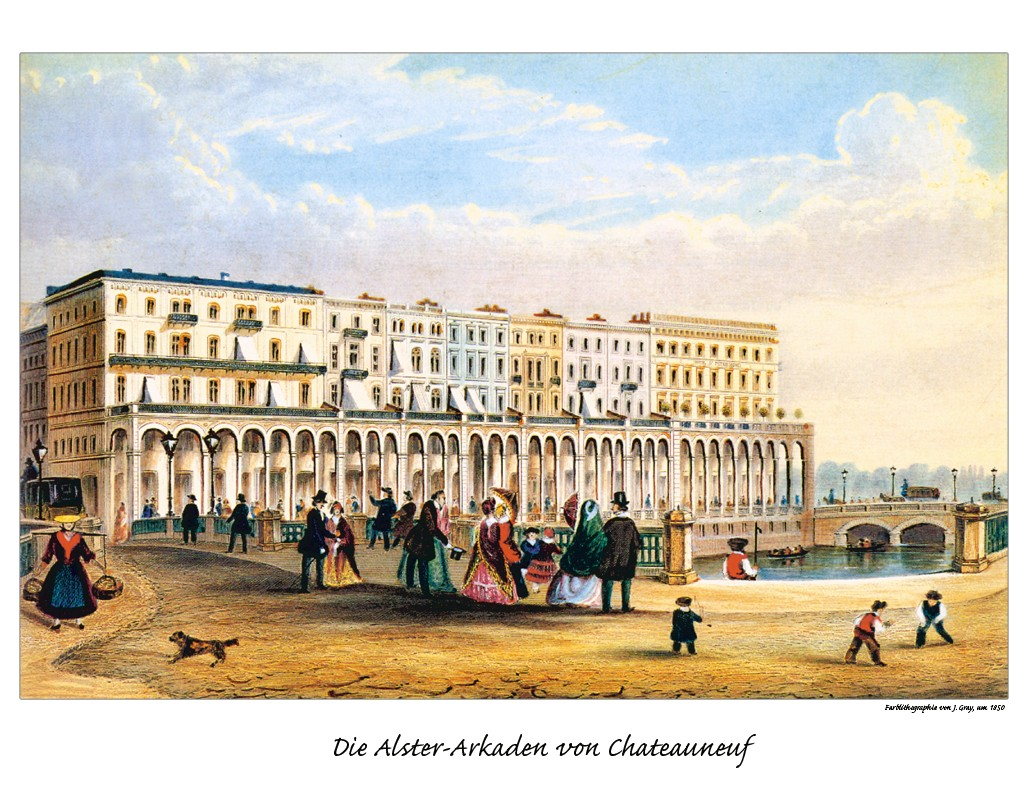
Die Alsterarkaden um 1850

Nach dem Großen Brand von 1842 wurde das bis dahin weitgehend überbaute Areal des heutigen Rathausmarktes völlig neu geplant. In diesem Zusammenhang entstand am Mündungsfleet der Alster, dem Alsterfleet, vor dem Stau der ebenfalls neuen Schleusenbrücke ein Bassin, die Kleine Alster. Chateauneuf entwarf für die Nordwestseite einen Arkadengang im italienischen Stil, dessen ursprünglicher Anstrich nach neuen Befunden ockergelb war, später aber weiß verputzt wurde und dieses charakteristische Aussehen bis heute bewahrt hat. Nach verschiedenen Veränderungen wurde 1951 der ursprüngliche Zustand wiederhergestellt, die Farbe blieb weiß. Die Alsterarkaden gelten zusammen mit den dahinterliegenden Häusern als prominentes Beispiel für die sogenannte Nachbrandarchitektur.
Der Bau wurde bis 1843 im Verlauf des vormaligen Vogelswalls ausgeführt, die dahinter liegenden fünfstöckigen Häuser entstanden in den Folgejahren bis 1846. Lediglich das direkt am Jungfernstieg gelegene Eckhaus entstand erst um 1900.
In der Mitte des Blocks zwischen Schleusenbrücke, Jungfernstieg, kleiner Alster und Neuem Wall entstand eine kleine Passage, die Mellin-Passage, die heute Hamburgs älteste Einkaufspassage darstellt. Ältere Ausmalungen in der Manier des Jugendstils sind bis heute erhalten. Der Name stammt von einem früher dort ansässigen Krämerladen.
Am 31. Dezember 1989 entstand ein Brand in einem der Läden; Ursache war Brandstiftung durch den Geschäftsführer des dort befindlichen vegetarischen Restaurants. Ein Haus brannte komplett aus und musste abgerissen werden; bauliche Veränderungen danach betrafen vor allem die Nordwestseite am Neuen Wall. Bei den Sicherungs- und Renovierungsarbeiten kam überraschend die Decken- und Wandbemalung der Mellin-Passage zum Vorschein, deren Entwurf an Alfons Mucha erinnert.
Heute sind die Alsterarkaden Teil des Alsterwanderweges. Sie werden mit modernen Überdachungen, teilweise auch arkadenartig, durchgängig entlang des Alsterfleets bis zur Stadthausbrücke fortgesetzt. Im weiteren Verlauf kann entlang des Alsterfleets zu Fuß die Elbe erreicht werden. Mit ihrer Ecklage zur Einkaufsstraße Neuer Wall gelten die Alsterarkaden heute als das Eingangstor zu Hamburgs Luxusmeile. Zu den Mietern gehören die Einzelhändler Wempe, Armani und Burberry.
2017 erwarb die österreichische Signa Holding die Alsterarkaden. nach deren Insolvenz kaufte im Januar 2025 der Hamburger Investor Harm Müller-Spreer die Alsterarkaden für 120 Millionen Euro. er erwarb damit seine zweite Signa-Immobilie, nachdem er im Juli 2024 das Projekt Flüggerhöfe für 20 Mio. Euro gekauft hatte. Die Alsterarkaden wurden zu diesem Zeitpunkt noch umgebaut und modernisiert. Die R+V-Versicherung und DZ Bank hatten diese Bauarbeiten für Signa finanziert.

Alsterarkaden 1890
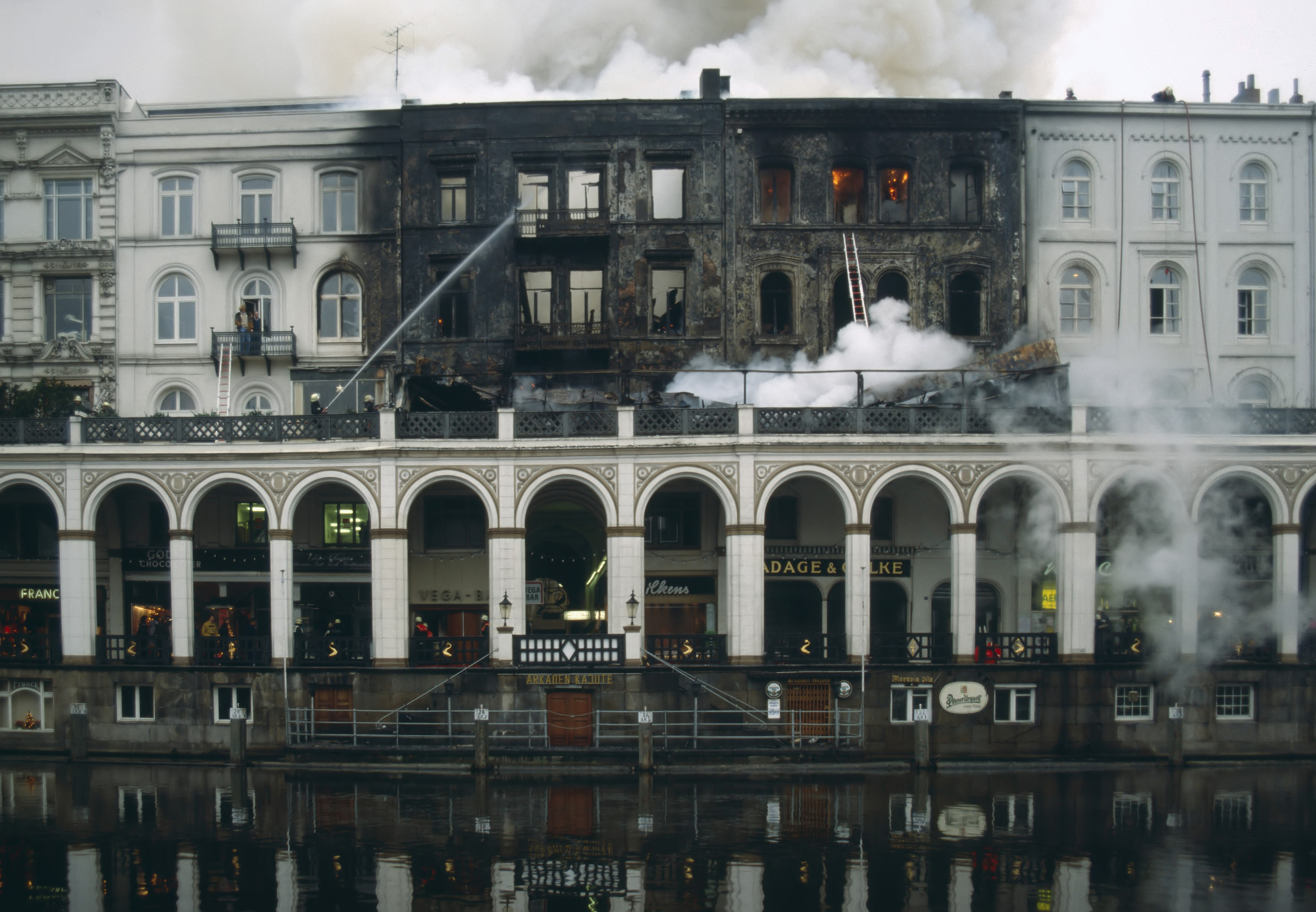
Brand 1989
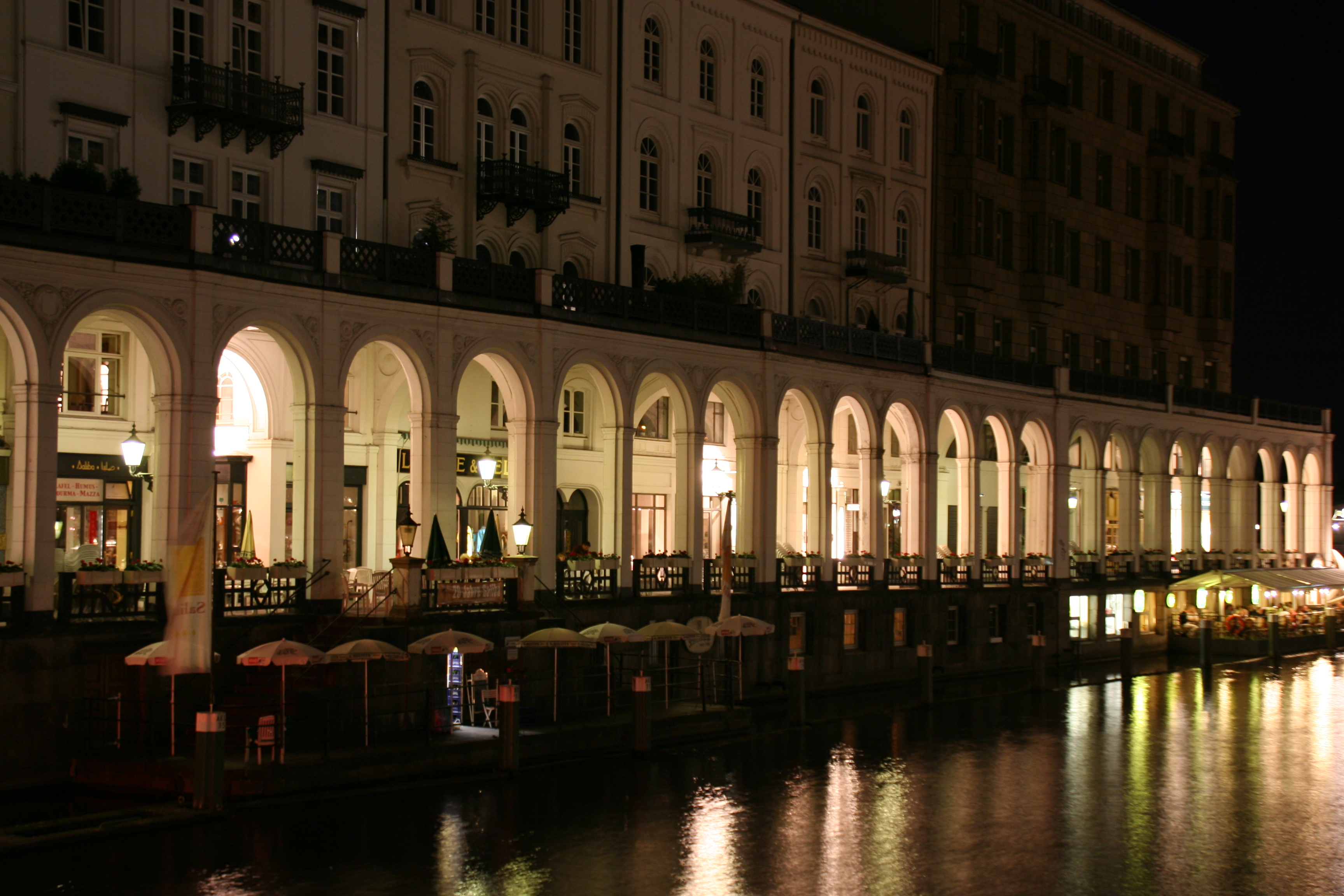
Alsterarkaden bei Nacht
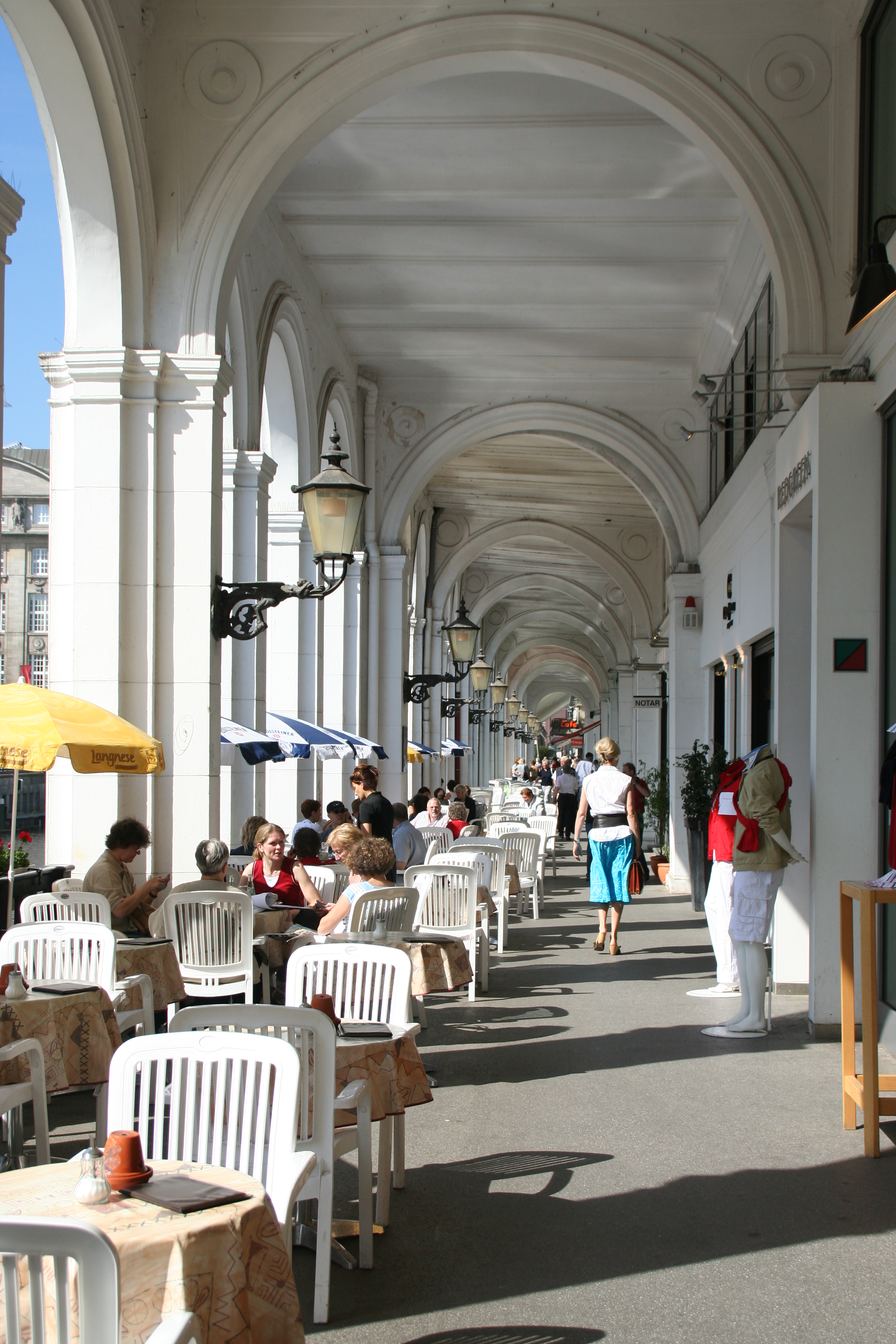
Innenansicht

## Mellinpassage

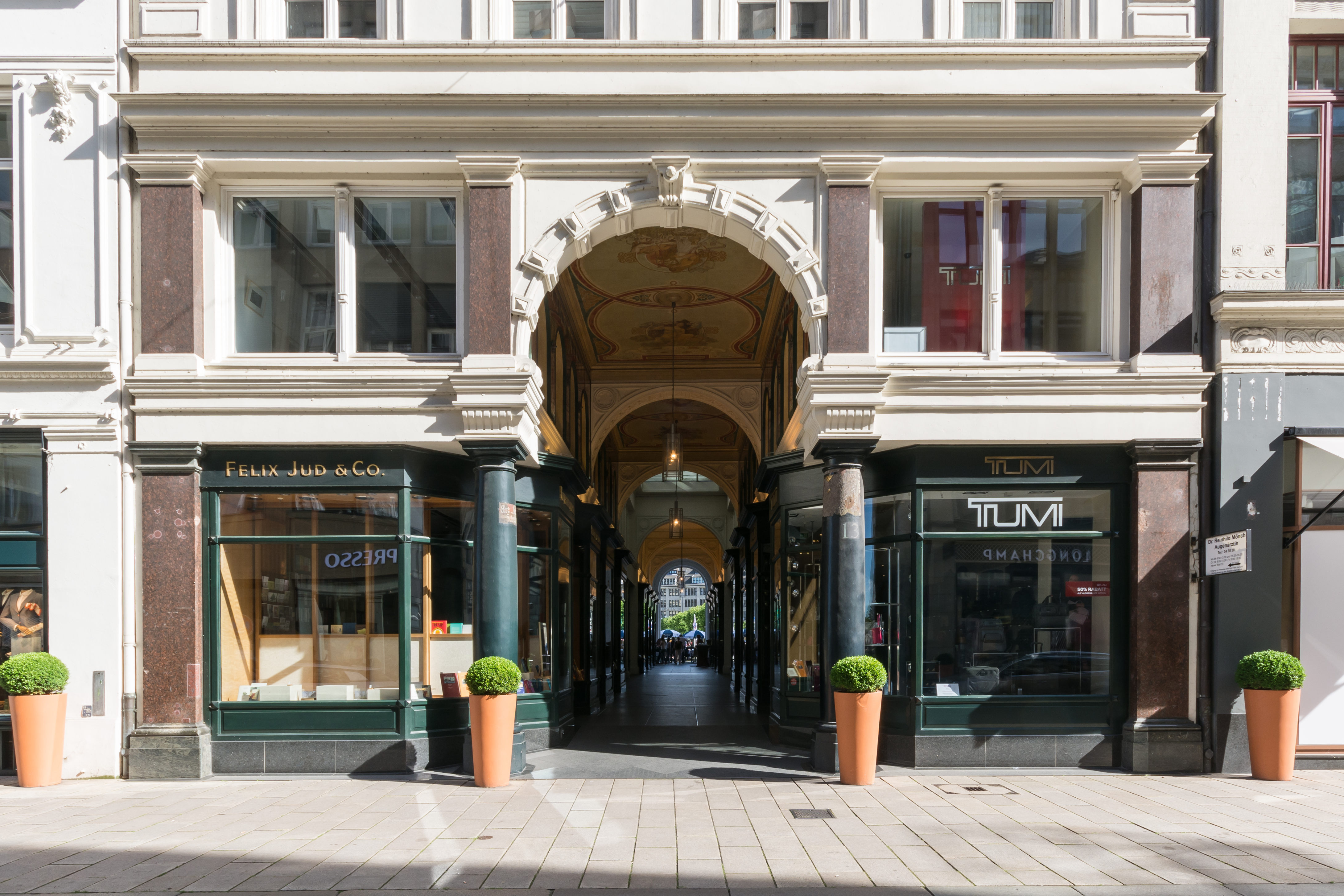
Eingang zur Mellinpassage, Neuer Wall 13 (2017)
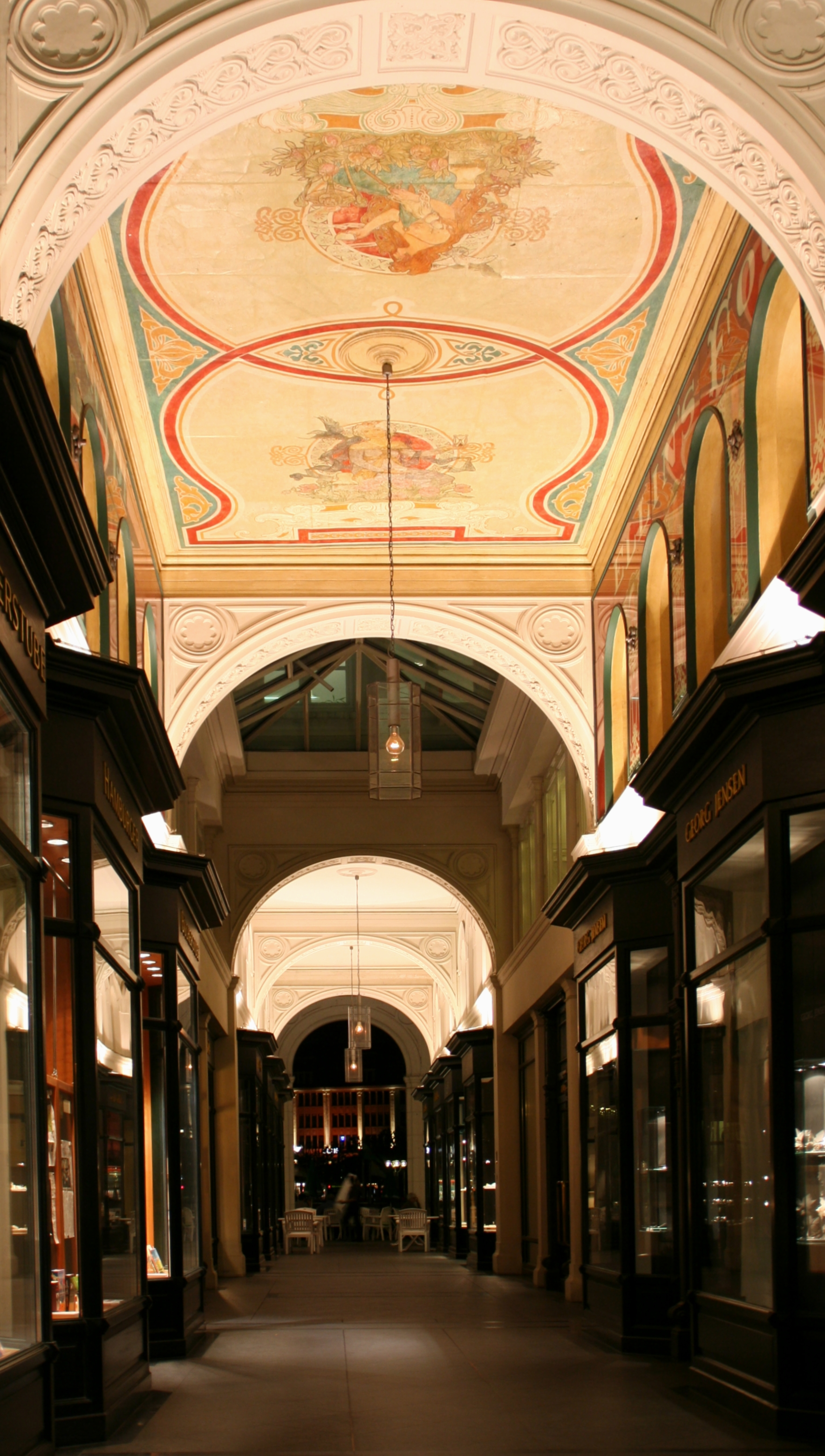
Passage
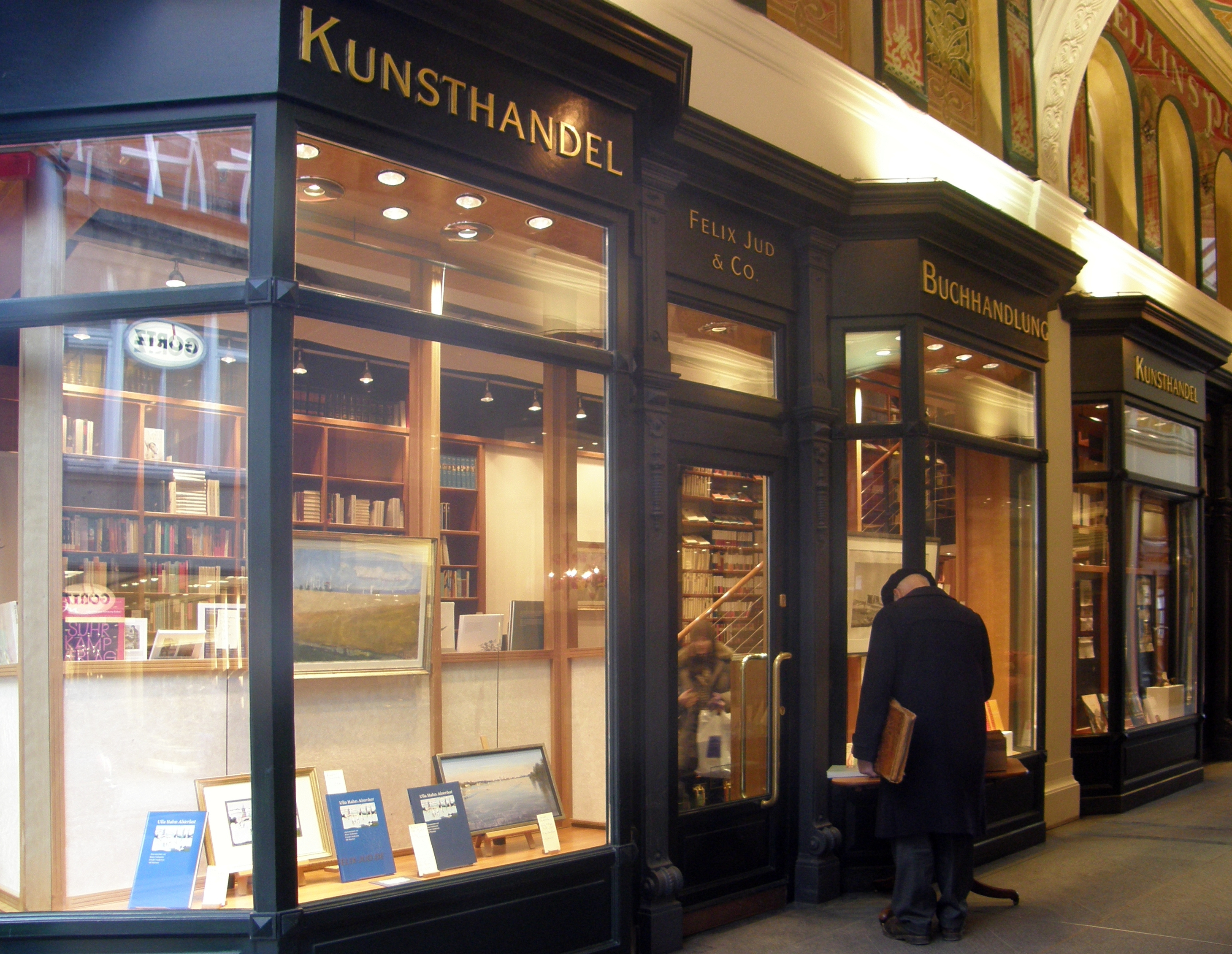
Buchhandlung
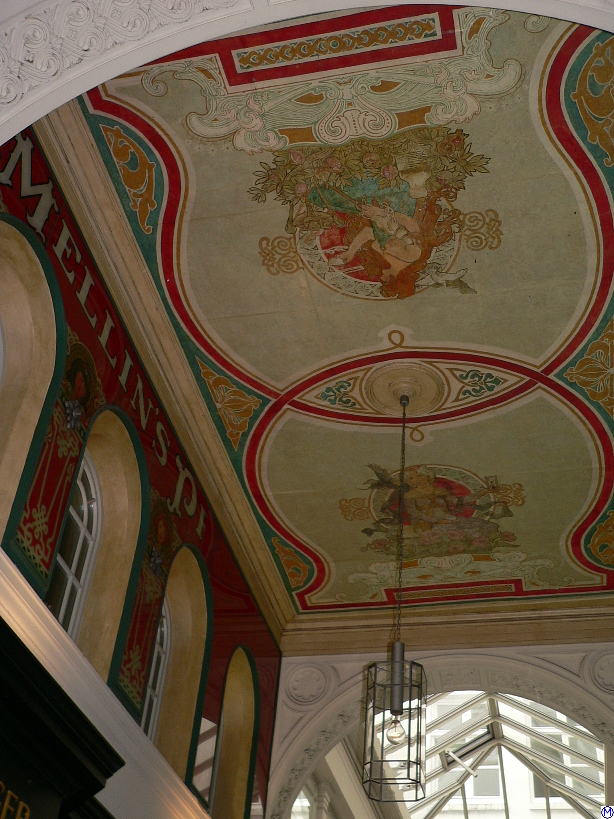
Decken-malerei in der Mellin-Passage
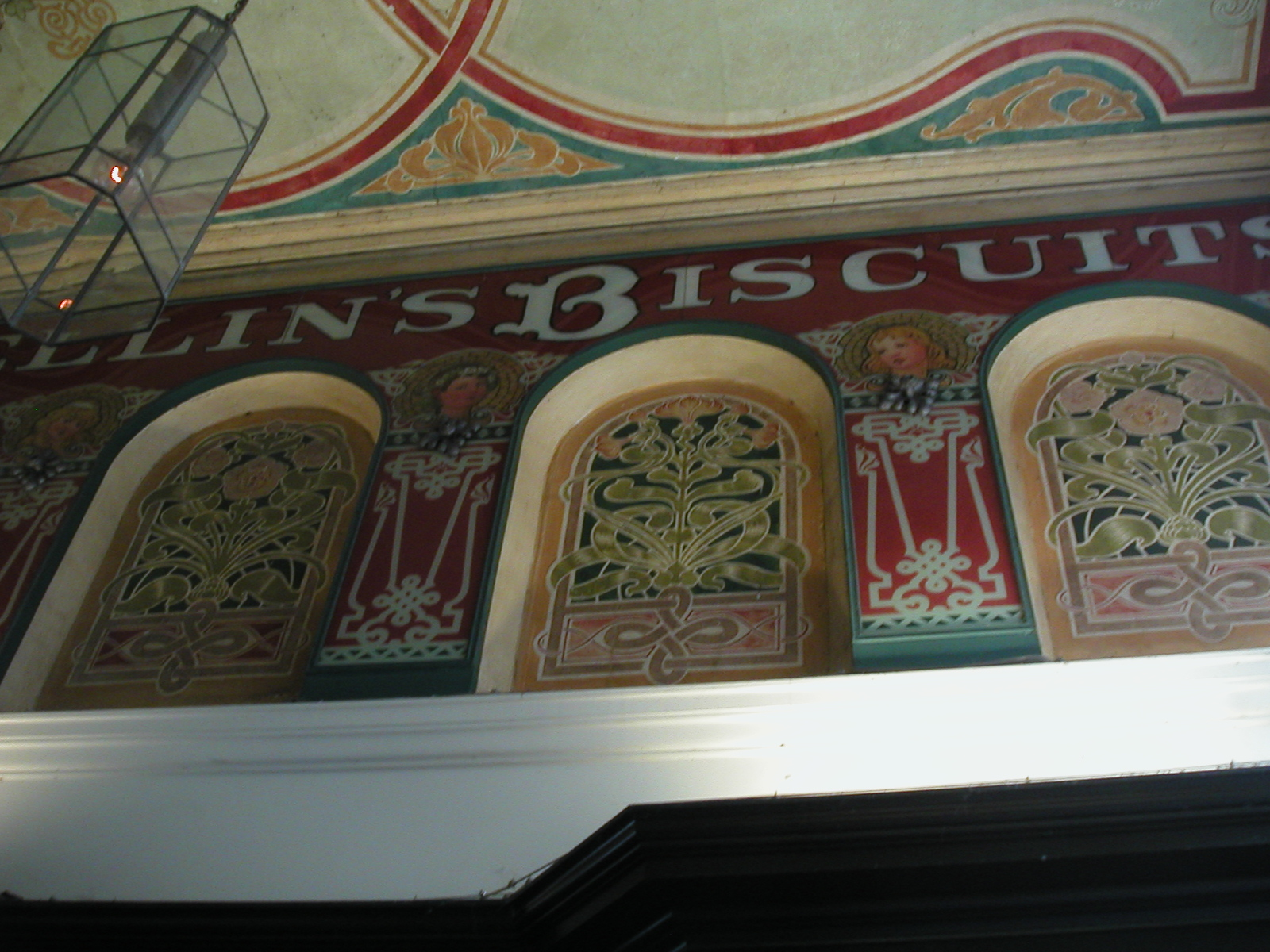
Wandbemalung im Jugendstil